# Tande
Alexandre Ramos Samuel, mais conhecido como Tande (Resende, 20 de março de 1970), é um ex-jogador de voleibol brasileiro, que se destacou na Seleção Brasileira e no exterior. Atualmente faz reportagens especiais para o Esporte Espetacular da TV Globo.
Integrou a seleção brasileira nos Jogos Olímpicos de Barcelona 1992 (medalha de ouro), Atlanta 1996 e Sydney 2000.
No vôlei de quadra, Tande jogou pelo Botafogo de Futebol e Regatas (RJ), AABB (DF), Banespa (SP), Mediolanum (Itália), Clube de Regatas do Flamengo (RJ) e Olympikus (SP).
No vôlei de praia, foi parceiro de Giovane, Emanuel, Loiola, Pará, Pedro Cunha e, em 2004, de Franco.
Após a aposentadoria, passou a ser comentarista de vôlei na TV Globo. Irmão da também jogadora Adriana Samuel, Tande foi casado com a atriz Lizandra Souto, com quem tem dois filhos. O casal anunciou sua separação no dia 19 de junho de 2012.
Foi apresentador do Corujão do Esporte  e do Esporte Espetacular, programas exibidos pela TV Globo. Sendo substituído por Flávio Canto e Ivan Moré respectivamente.

## Infarto
Em 15 de abril de 2024, Tande sofreu um infarto onde 98% de uma das suas artérias estava entupida. Após angioplastia coronária com colocação de 2 stents, recebeu alta em 18 de abril. 

## Principais resultados
- 1992 - Campeão do World Super Four pela Seleção Brasileira
- 1992 - Medalha de ouro pela Seleção Brasileira nos Jogos Olímpicos de Barcelona
- 1993 - Campeão da Liga Mundial pela Seleção Brasileira
- 1998 - Campeão do Circuito Banco do Brasil de Vôlei de Praia
- 1998 - Eleito o melhor atacante do Circuito Banco do Brasil
- 1999 - Rei da Praia
- 2000 - Campeão do Grand Slam do Circuito Banco do Brasil no Recife
- 2001 - Campeão do Circuito Mundial, com Emanuel
- 2001 - Campeão do Circuito Banco do Brasil de Vôlei de Praia
- 2001 - Eleito o melhor atacante do Circuito Banco do Brasil
- 2001 - Eleito o melhor jogador do Circuito Banco do Brasil
- 2003 - Campeão da etapa de Maceió do Circuito Banco do Brasil, com Pedro Cunha, e vice-campeão em São José dos Campos, com Pará.
- 2004 - Vice-campeão do Circuito Mundial
- 2004 - Campeão do Circuito Banco do Brasil de Vôlei de Praia
- 2004 - Campeão da etapa da África do Sul do Circuito Mundial e vice-campeão no Grand Slam da Áustria, com Franco
- 2004 - Campeão das etapas de Porto Alegre, Maceió e Rio de Janeiro do Circuito Banco do Brasil; vice-campeão em Brasília e em Recife, e terceiro colocado em Goiânia

## Participação na televisão
- 1994: Quatro por Quatro (Vizinho de Elisa Maria / Ele mesmo)
- 2007: Conexão Xuxa
- 2010-2012: Corujão do Esporte[2]
- 2011-2013: Esporte Espetacular